# Ti-punch
 (octobre 2022).
Si vous disposez d'ouvrages ou d'articles de référence ou si vous connaissez des sites web de qualité traitant du thème abordé ici, merci de compléter l'article en donnant les références utiles à sa vérifiabilité et en les liant à la section « Notes et références ».
Pour les articles homonymes, voir Ti et Punch.
Le ti-punch ou ti-ponch (signifiant « petit punch » en créole antillais, guyanais, réunionnais, mauricien ou haïtien) est un cocktail à base de rhum, de citron vert, et de sirop de batterie, de sucre roux de canne, ou sirop de canne à sucre. Variante des punch, mojito, daïquiri, cuba libre, caïpirinha, et caïpiroska, il est un cocktail-apéritif traditionnel festif, et une institution sociale emblématique des cuisines antillaise, guyanaise, réunionnaise, mauricienne et haïtienne.

## Histoire

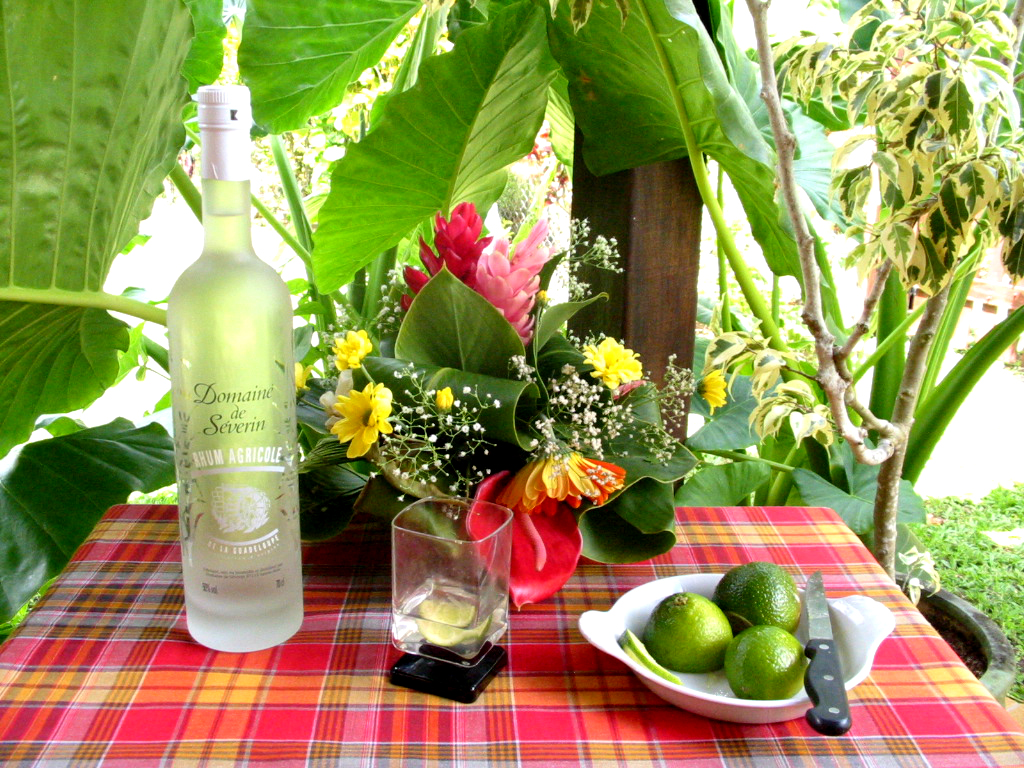
Service traditionnel du ti-punch dans un décor antillais

Ce cocktail est né sur l'île de Marie-Galante des Petites Antilles, au sud de l'archipel de Guadeloupe dans la mer des Caraïbes, pour fêter le décret d'abolition de l'esclavage du 27 avril 1848. Pour fêter cet événement insulaire historique, les habitants affranchis et libres ont célébré cette journée de fête historique, en consommant toute la production de sucre et de rhum de leurs clients, qu'ils ont mélangé dans de grands tonneaux en bois[réf. nécessaire]. 

## Recette

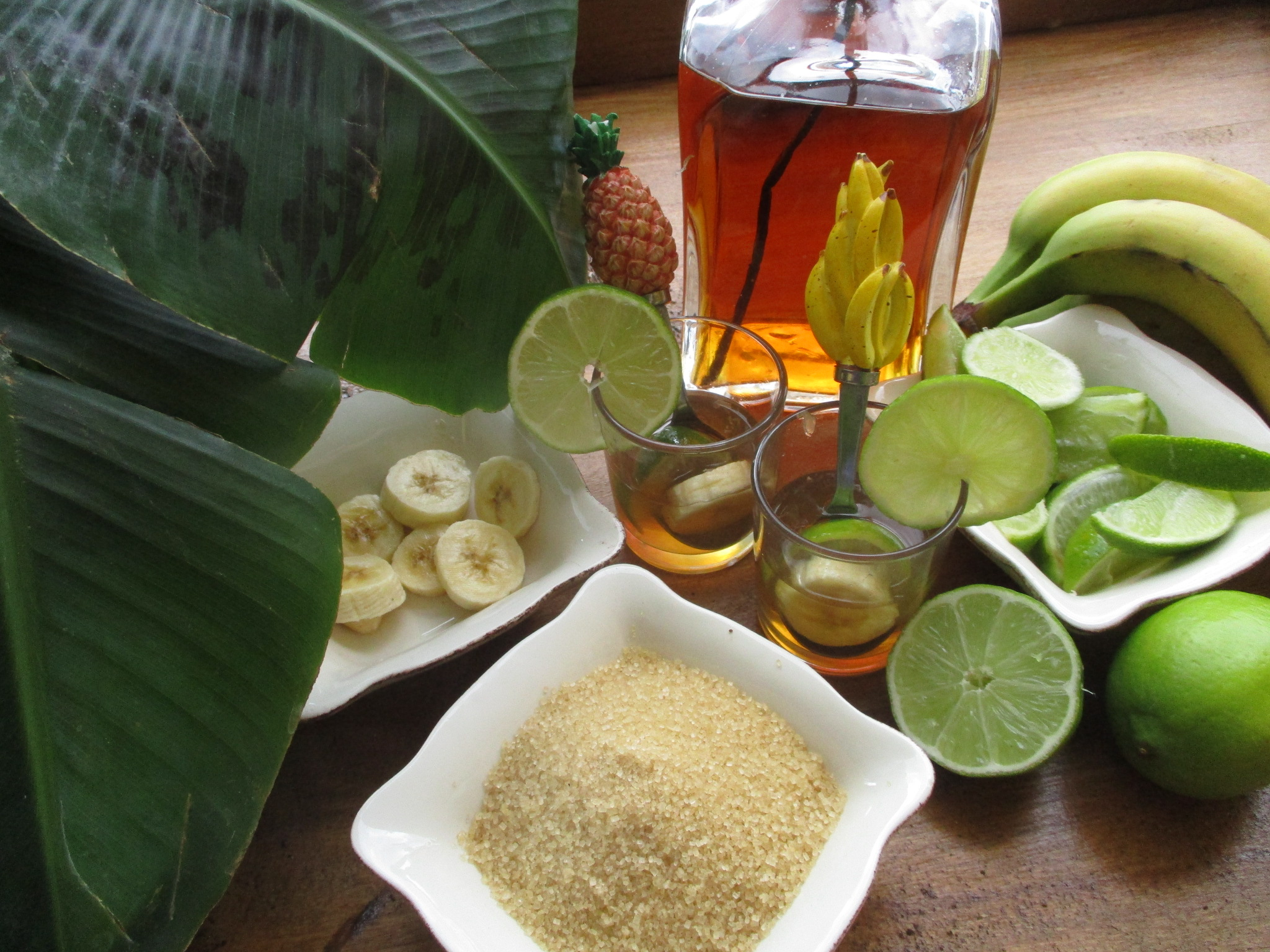
Ti-arrangé : ti-punch au rhum arrangé (à la vanille et à la banane) avec sucre roux de canne et citron vert.

Un fond de sucre roux de canne à sucre en poudre ou liquide, ou de sirop de batterie, un doigt de rhum agricole blanc (rhum z'habitant, en créole) ou de rhum industriel (ou de rhum arrangé pour un ti-arrangé) et un quartier de citron vert. Il se boit avec ou sans glaçons. Selon la tradition populaire antillaise « chacun prépare sa propre mort en dosant lui-même les ingrédients de son ti-punch ». Il est souvent accompagné, lors d'apéritifs antillais, par des acras de morue, et boudins créoles, plus ou moins relevés aux piment de Cayenne, piment oiseau, sauce chili, et autres Tabasco, avec un effet d'élévation importante et assez rapide du niveau de ressenti de chaleur corporelle humide écrasante du climat tropical local[réf. nécessaire].

## Occasions de consommation
Aux Antilles, le ti-punch est plus qu'une boisson traditionnelle : c'est tout un cérémonial. En général, le buveur regarde longtemps son verre avant de le porter à sa bouche : il fait tourner le liquide avant de le boire d'un coup sec du poignet.

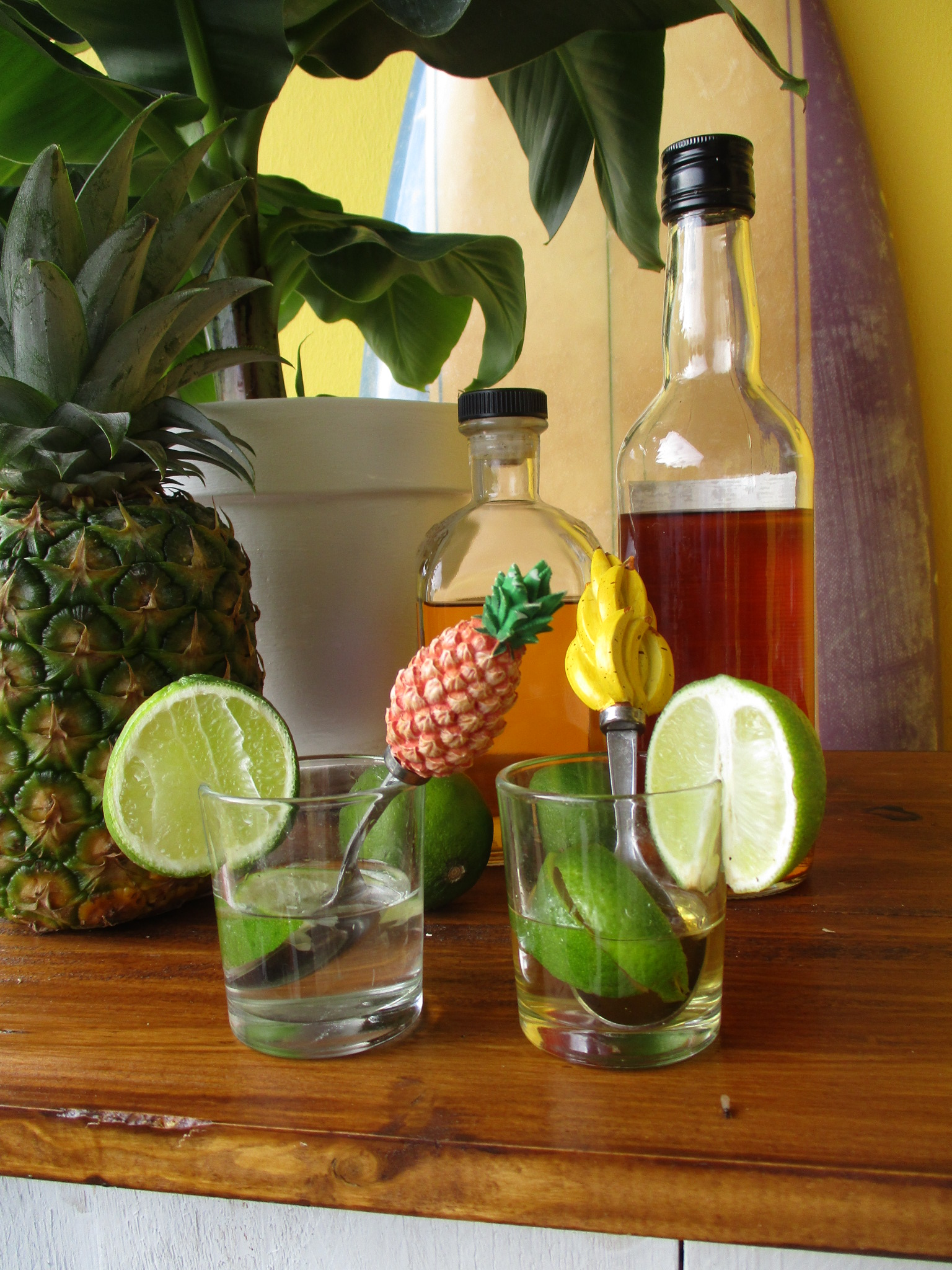

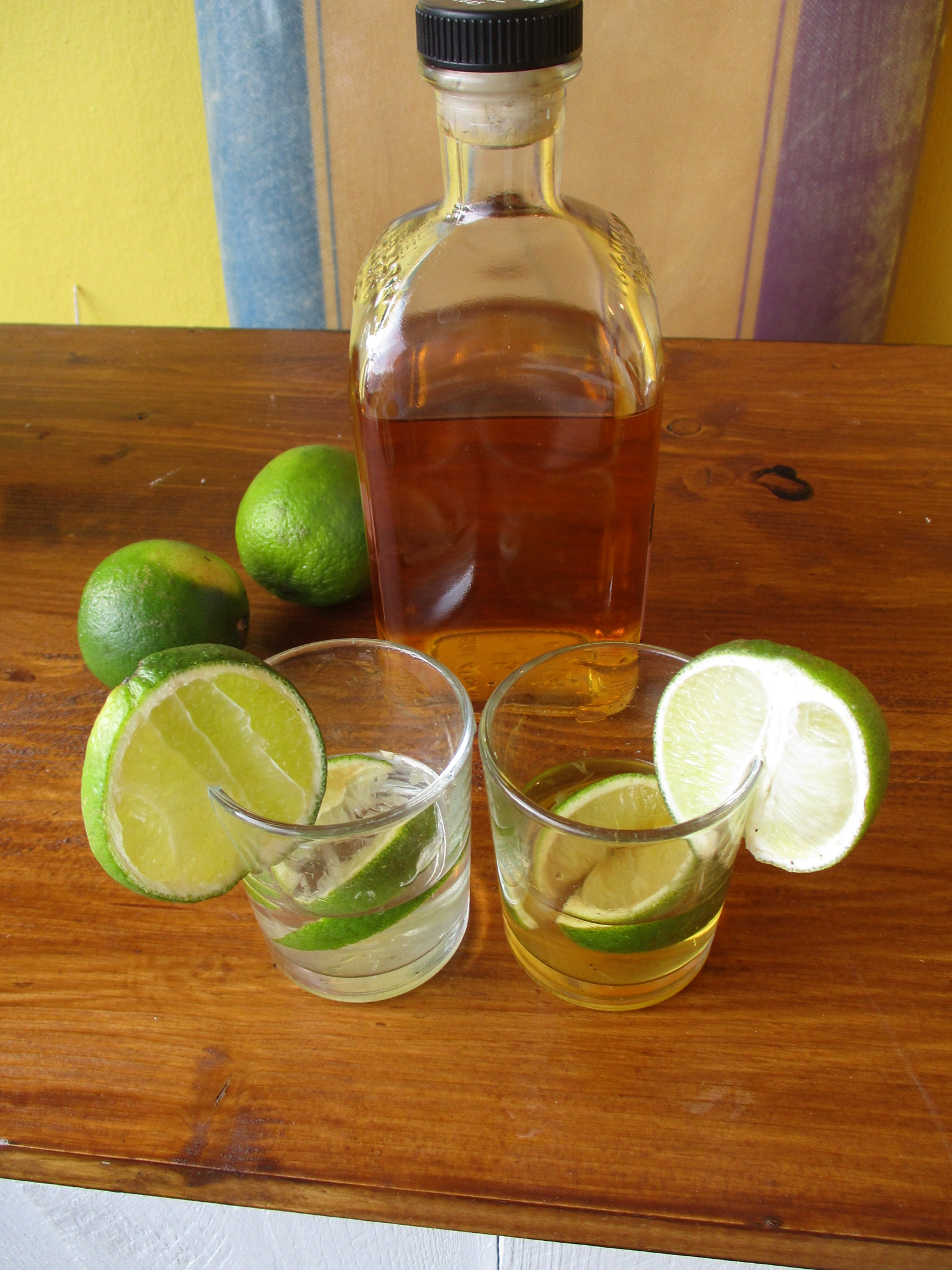
Ti-punch au rhum blanc, et ti-punch au rhum ambré.

Un ti-punch se prépare lentement car il faut bien mélanger le jus de citron et le sucre, avant d'y ajouter le rhum. Certains puristes y ajoutent, à ce moment très spécial, une goutte d'eau, juste de quoi mouiller le sucre pour qu'il puisse recueillir tout l'arôme du citron vert. On n'écrase pas au pilon le citron vert, pas plus qu'on ne verse du jus pur. Le geste s'appelle le « pressé-lâché ». Un citron vert est coupé en deux, puis en quatre. Ce quart est pressé entre les doigts puis lâché dans le verre. Il est mélangé traditionnellement avec un « bois-lélé », branche d'un arbrisseau, devenu très rare aujourd'hui, qui a la propriété de former une hélice à cinq branches, facilitant le mélange des ingrédients. Le rhum doit titrer au moins 50° ; les anciens préférant le 55°. La recette authentique bannit l'ajout de glaçons. En effet, la légende veut que le rhum s'évacue ainsi beaucoup plus vite par la transpiration. Un vrai ti-punch ne dépasse pas l'épaisseur d'un petit doigt dans le verre, ce qui permet d'en prendre plusieurs dans la journée. Si on sert plus d'un doigt de rhum, alors il est appelé « punch de docker » (le « ti- » disparait)[réf. nécessaire].
Le ti-punch antillais se boit avec du sucre de canne roux (non-raffiné), du sirop de canne roux (plus facile à mélanger mais industriel) ou du sirop batterie, commun dans les campagnes (concentré du jus de canne obtenu par évaporation lente).
Aux Antilles françaises, le rhum est agricole, c'est-à-dire qu'il est créé à partir du pur jus de canne, contrairement aux autres rhums dans le monde qui sont créés à partir de la mélasse. Les seuls au monde possédant une AOC (appellation d'origine contrôlée), basée sur un cahier des charges drastique, sont les rhums Martiniquais (blancs, pailles et vieux).
En Guadeloupe, on utilise des petits citrons presque jaunes, moins amers de la famille des limes. 
En Guyane, le ponch est consommé avec du sirop de canne d'aspect jaune clair.

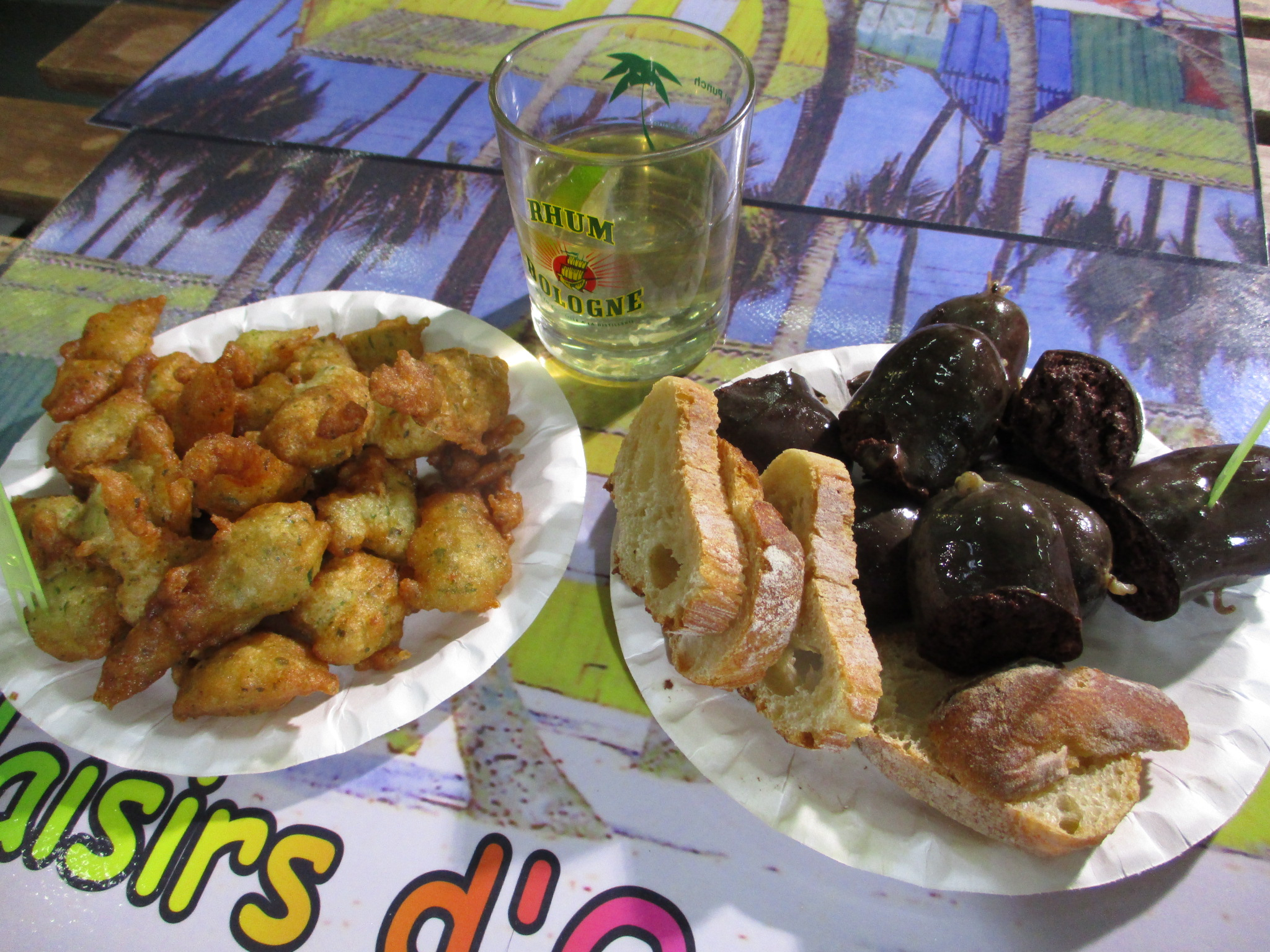
Ti-punch, acras de morue, et boudins créoles, de la cuisine antillaise

## Autres usages aux Antilles

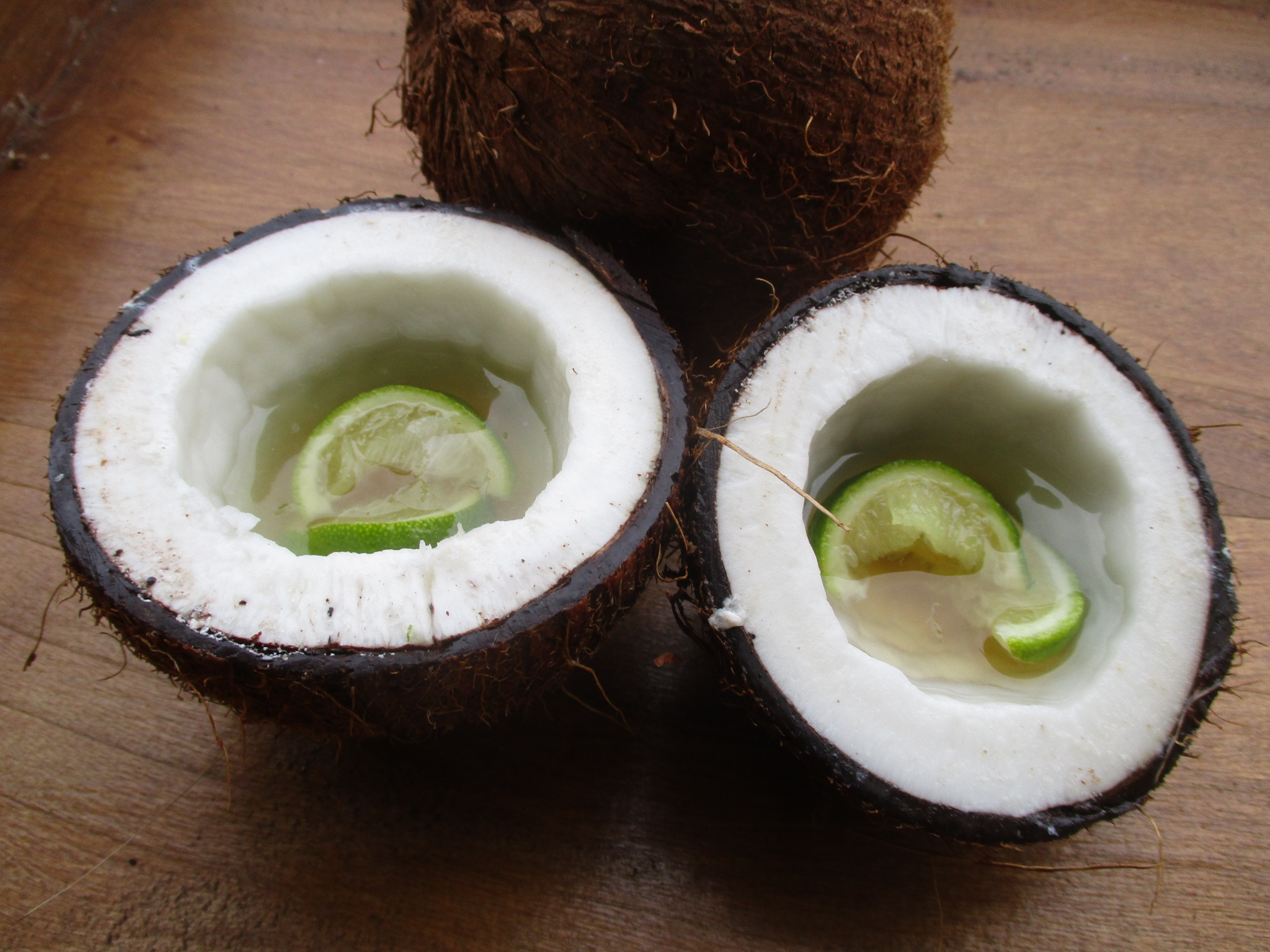
Ti-punch servi dans des noix de coco

Certains aux Antilles, boivent « un sec » c'est-à-dire un petit verre de rhum blanc sans rien ajouter d'autre et en général c'est à ce moment-là qu'il est bu d'une traite.
Le terme « sec » a deux significations :
- la première est que le rhum est bu sans rien y ajouter;
- et la seconde signifie que le rhum est bu d'un coup, tel un « cul-sec ».

Le sec ne se boit pas à la table de celui qui vous invite. Il n'est bu que dans les bars du coin ou encore certaines personnes l'offrent aux personnes qui ont travaillé ou rendu un service en guise de remerciement. On ne demande pas un sec quand on est invité, on pourrait paraître mal éduqué. Les Martiniquais disent aussi un « feu » ou un « petit-feu ».[réf. nécessaire]
Boire du rhum le matin, à jeun, aux Antilles, se dit « prendre un décollage ». Puis, pour ne pas se soûler, les pêcheurs, avant de prendre la mer, l'accompagnent d'un « macadam », mélange très consistant de morue, riz collant, tomates et piment… La déclinaison, très folklorique, des noms des ti-punchs durant la journée, a été mis en forme dans un poème de Jean Bally (des rhums martiniquais du même nom). Il y a douze ti-punchs dans une journée (toutes les deux heures…), le premier étant le « décollage » et le dernier le « pété-pié » (qui coupe les pattes dirait-on en métropole).[réf. nécessaire]

## Confréries et événements

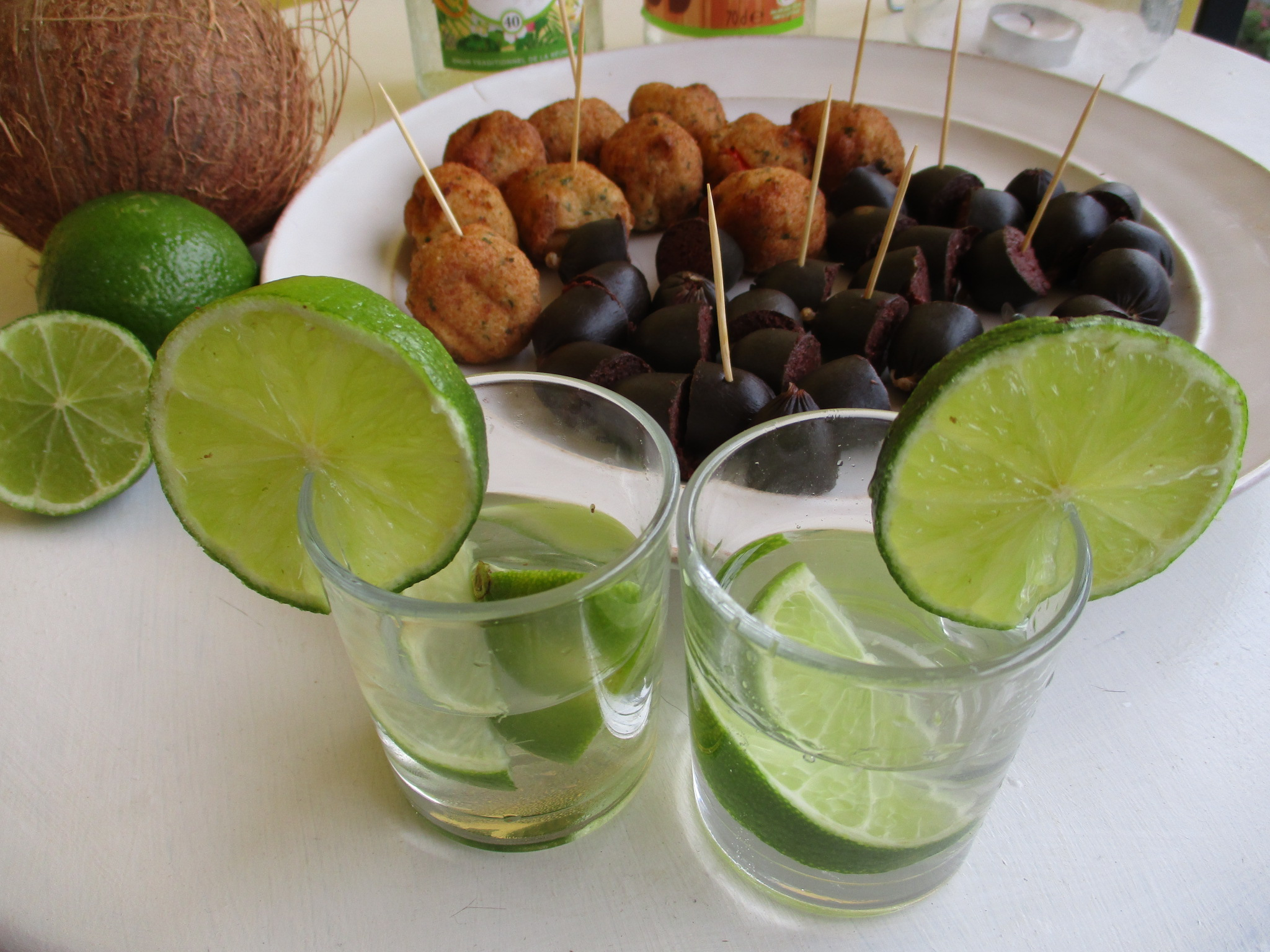
Ti-punch, acras de morue, et boudins créoles, de la cuisine antillaise

Il existe une confrérie officielle des « chevaliers de l'ordre du Ti-punch », initiés en 1995 par Jean-Claude Waver, Gérard Bally (des rhums martiniquais du même nom) et Christian Chalus. Le siège se trouve à Bruxelles (Sablon) au lieu-dit « La Canne à Sucre ». Les premiers chevaliers possèdent leur propre timbale en laiton gravé, verrouillée par un cadenas jusqu'à utilisation par leur propriétaire. Elles sont visibles sur place et représentent la dose de rhum que les marins percevaient avant chaque bataille, à la période des corsaires.

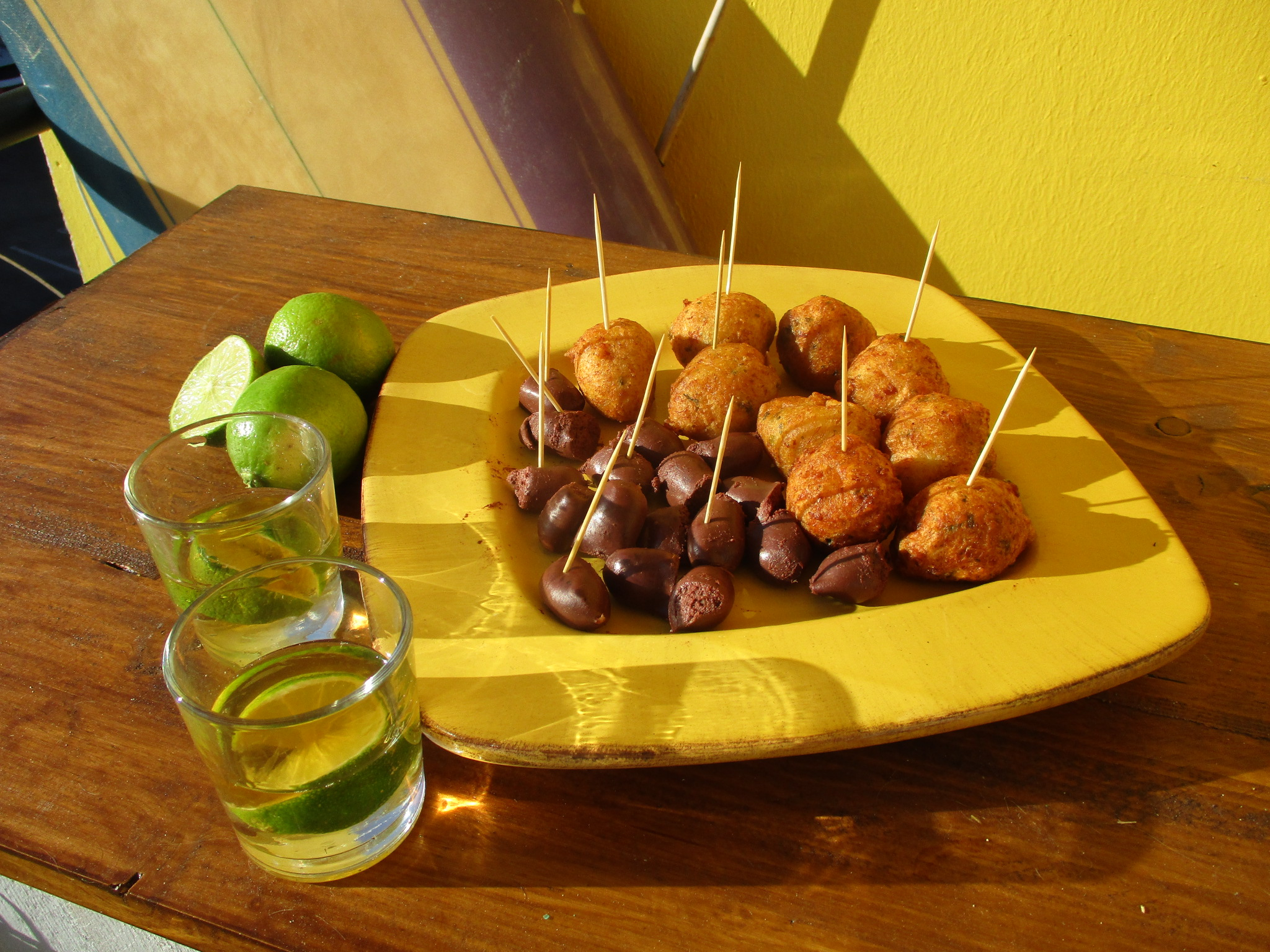
Ti-punch, acras de morue, et boudins créoles, de la cuisine antillaise

La confrérie s'engage au rayonnement de la véritable méthodologie de la préparation du ti-punch et à faire connaître et savourer des rhums prestigieux (pas seulement Martiniquais même s'ils le sont en majorité), antillais, haïtiens, réunionnais, mauriciens, cubains et brésiliens aux amateurs éclairés.
La journée internationale du ti-punch a été initiée en 2014, par une autre communauté d'amateurs de rhum nommée la confrérie du Rhum et a lieu depuis, tous les 16 mars.

## Type de citron utilisé
Le citron est aussi un citron très spécial et provient d'un citronnier spécifique. Ce citron est consommé presque jaune (en Guadeloupe) et vert (en Martinique). Ce citron est appelé « petit citron » et a la particularité de fournir peu de jus mais plus d'arôme qu'un citron vert ordinaire. Le citron est tout aussi important que le sucre et rhum.[réf. nécessaire]

## Quelques variantes
Il existe de nombreuses variantes de ti-punch, comme le punch vieux (citron vert et rhum vieux ou ambré, mais pas de sucre) ou le ti-punch gingembre (avec du sirop de gingembre).

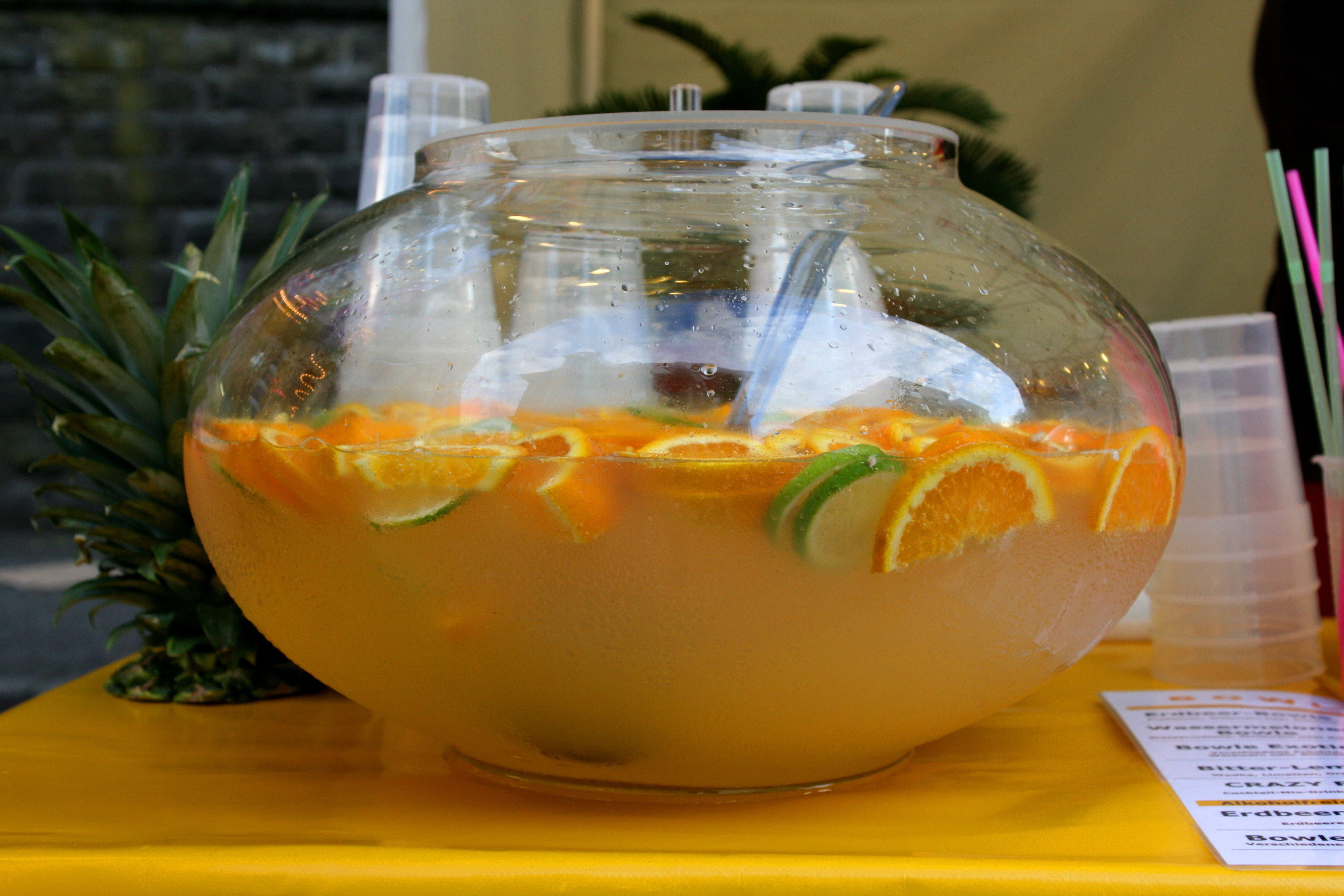
Punch au jus de fruit
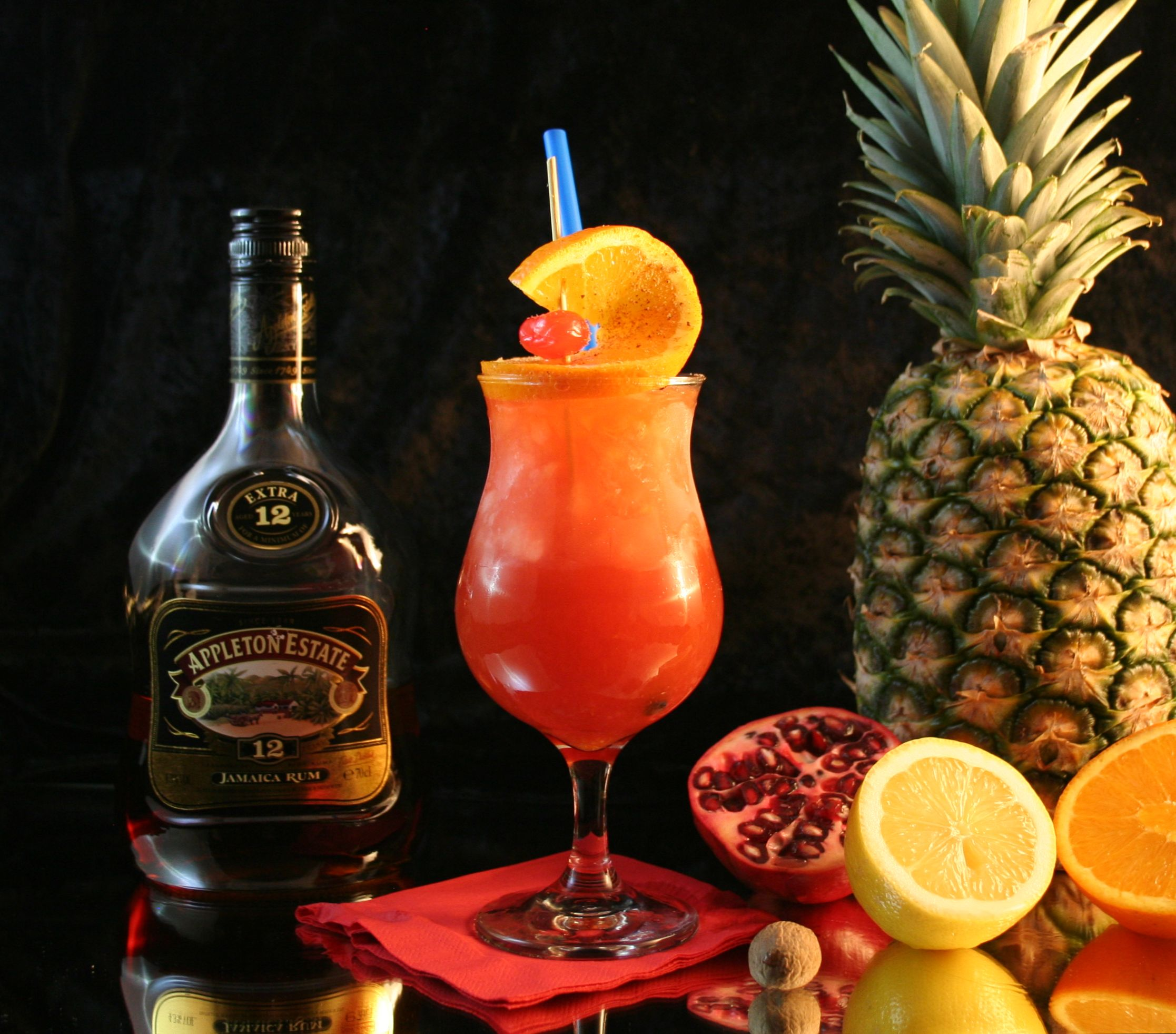
Punch planteur, étendu au jus de fruits
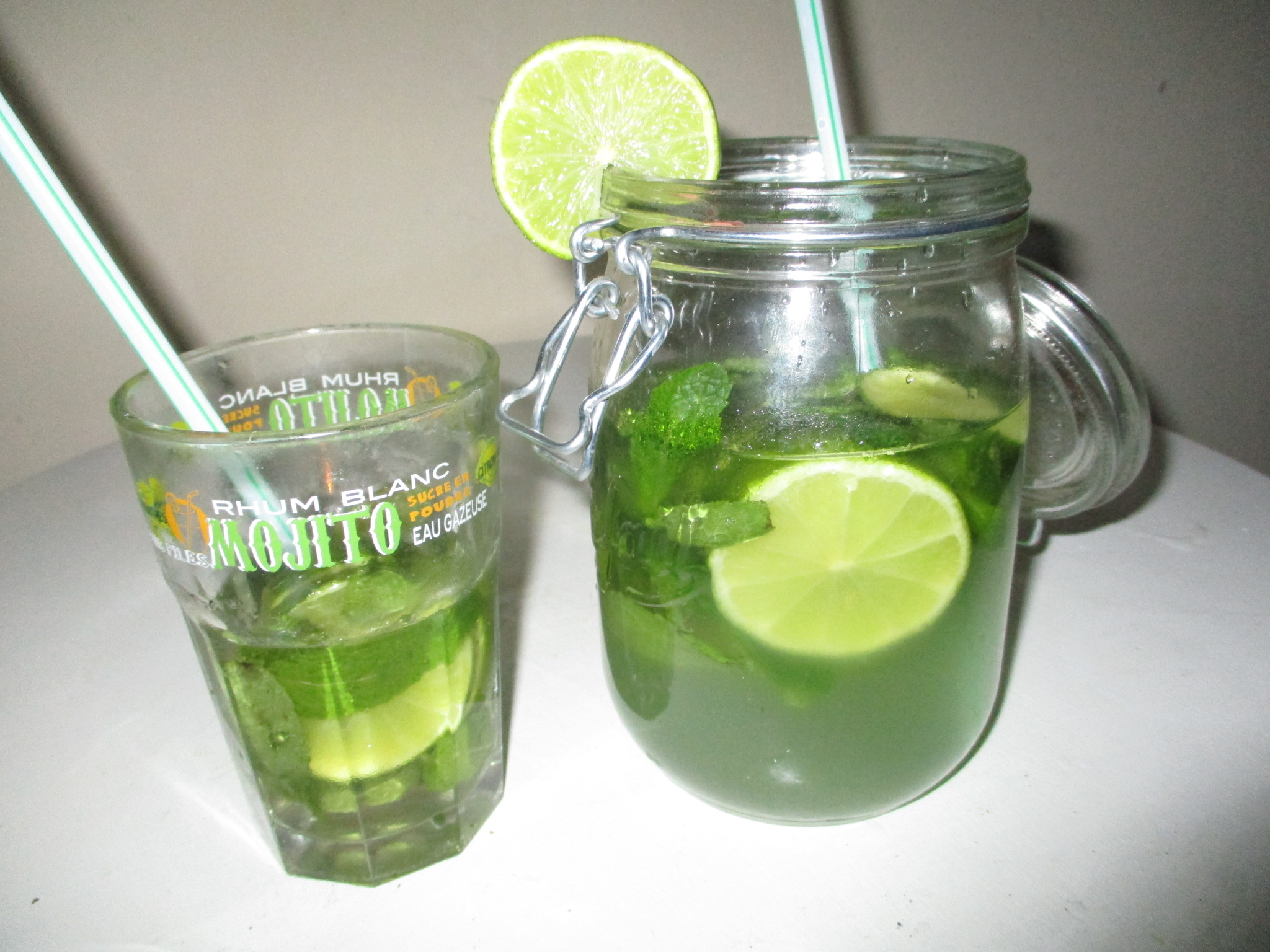
Mojito de la cuisine cubaine (avec feuilles de menthe, étendu au soda)
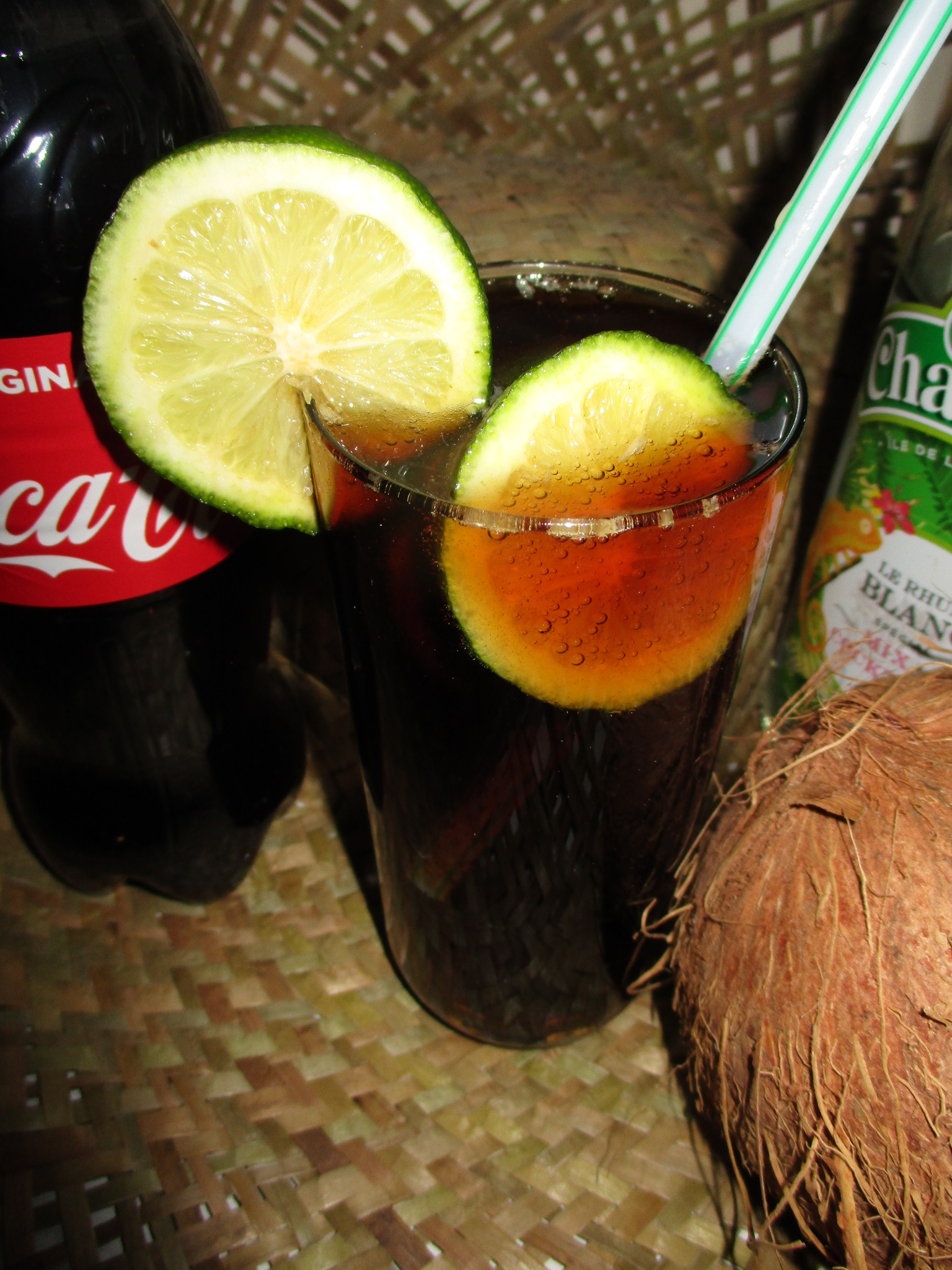
Cuba libre, étendu au soda cola
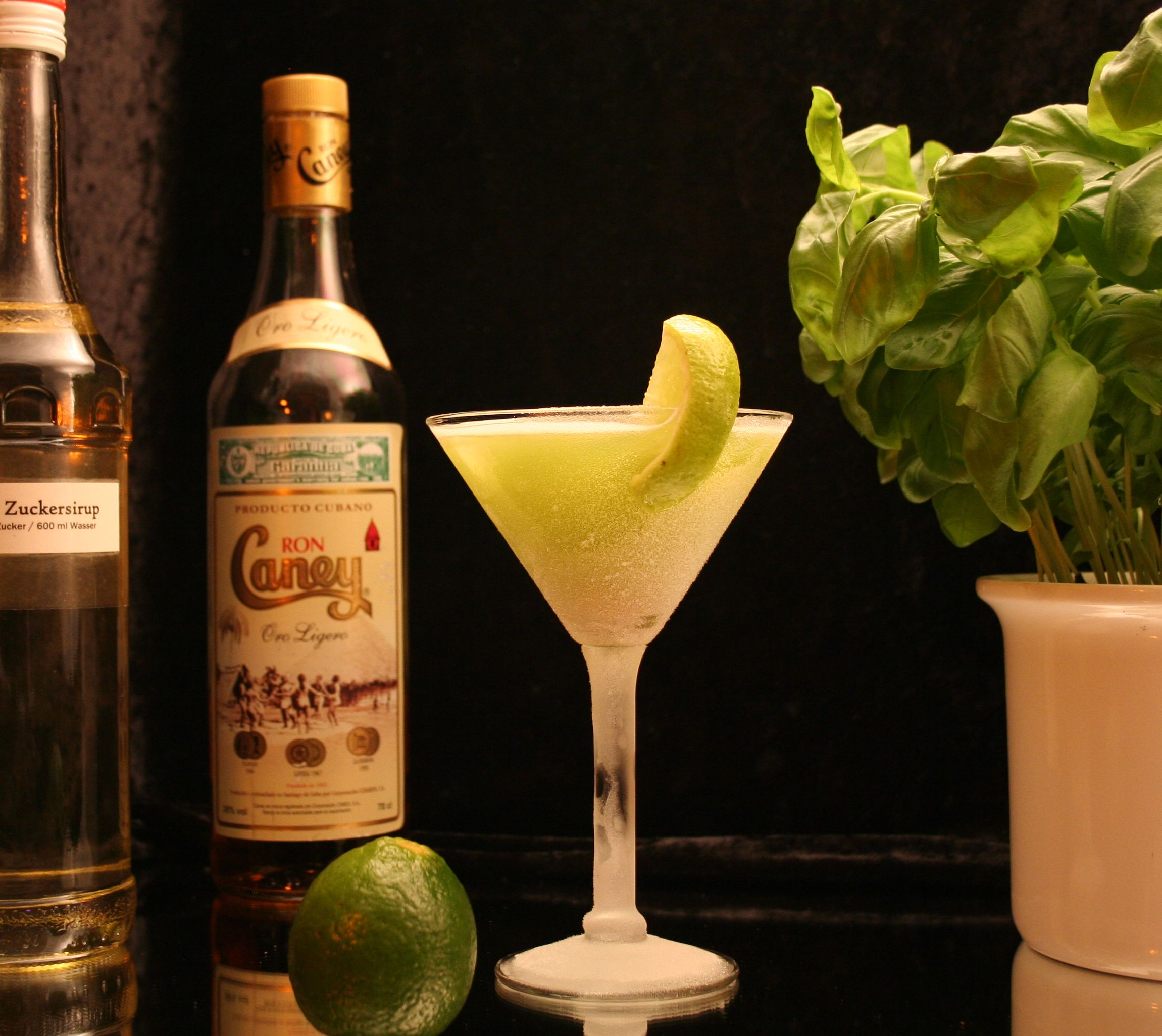
Daïquiri de la cuisine cubaine
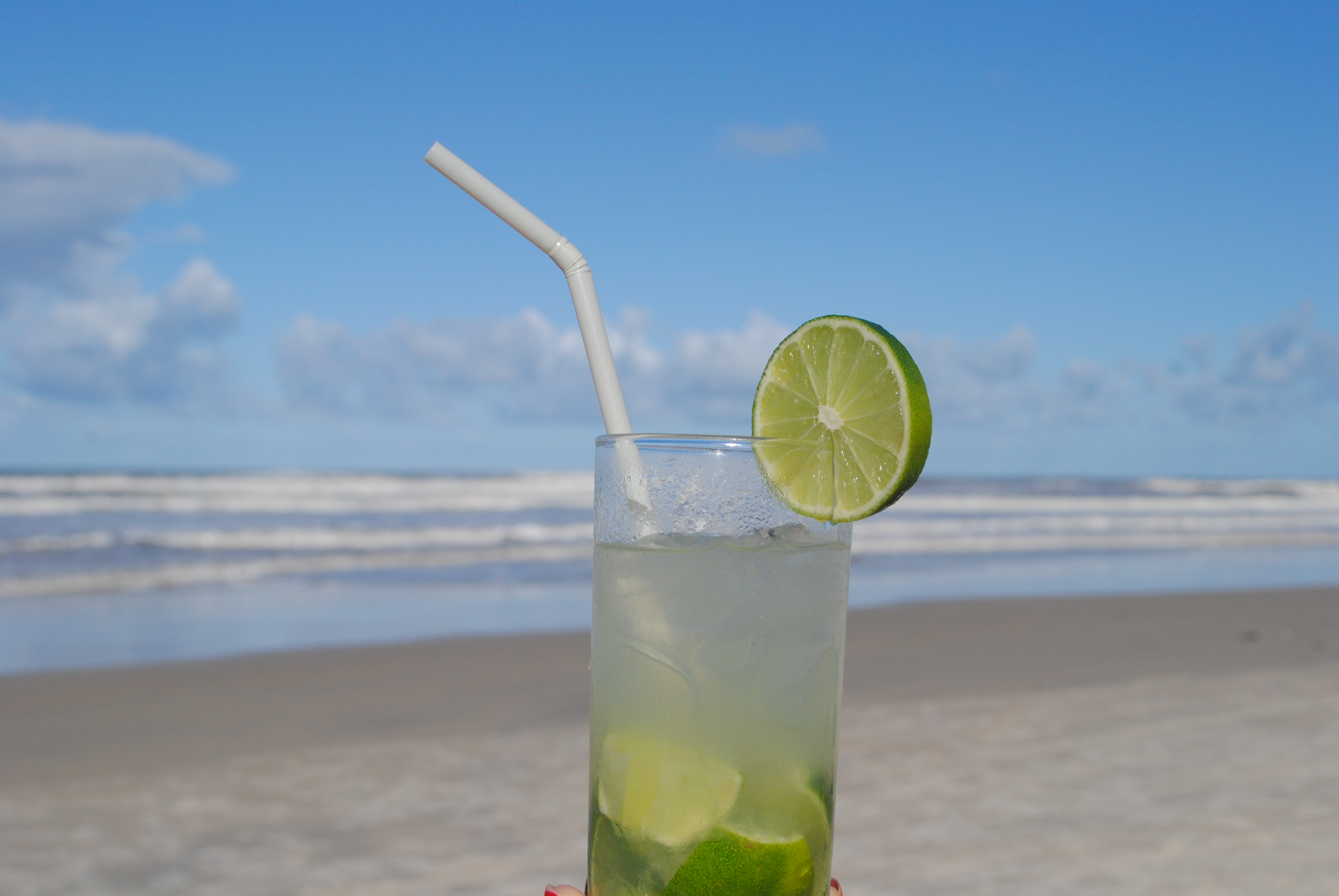
Caïpirinha de la cuisine brésilienne, à base de cachaça, variante du rhum

Le punch est un cocktail contenant la plupart du temps des fruits en morceaux et le jus de ces fruits.
Le punch planteur (ou planteur) est un cocktail officiel de l'IBA, à base de rhum, de jus d'orange, d'ananas, de citron, de grenadine, de sirop de canne, et d'angostura.
Dans les îles de la Caraïbe (ex-colonies britanniques), le rhum utilisé dans le planteur est à 72°. Aux Antilles françaises, on utilise traditionnellement du 55°, largement suffisant. À la Réunion et sur l'île Maurice, on parle de rhum arrangé qui est à une macérations de fruits (bananes, mangues, goyaves, prunes de Cythère, ananas, melons, fruits rouges, etc.) dans du rhum agricole et sans sucre (il n'y a que le sucre apporté par les fruits).
L'expression créole « ti-punch » correspond à un mélange bien particulier : le CRS (citron vert, rhum blanc, sucre de canne). L'appellation métropolitaine « ponch », correspond à un mélange de rhum, de sucre de canne et de jus de fruit. Le « ponch » n'est donc ni un « ti-punch », ni un « planteur ».

### Vidéographie
- « Recettes du Ti Punch et du Planteur » [vidéo], sur ina.fr, Antenne 2 (émission Matin Bonheur présenté par Thierry Beccaro), 5 avril 1988